# Shepheardella
Shepheardella, en ocasiones erróneamente denominado arshepheardellum y shepheardia, es un género de foraminífero bentónico de la subfamilia shepheardellinae, de la familia Allogromiidae, del suborden Allogromiina y del orden allogromiida. Su especie tipo es Shepheardella taeniformis. Su rango cronoestratigráfico abarca el holoceno.

## Clasificación
Shepheardella incluye a la siguiente especie:
- Shepheardella taeniformis